# Вила Д’Арко (Порденоне)
Вила Д’Арко је насеље у Италији у округу Порденоне, региону Фурланија-Јулијска крајина.
Према процени из 2011. у насељу је живело 779 становника. Насеље се налази на надморској висини од 72 м.